# Vitrail aux apôtres (Maël-Pestivien)

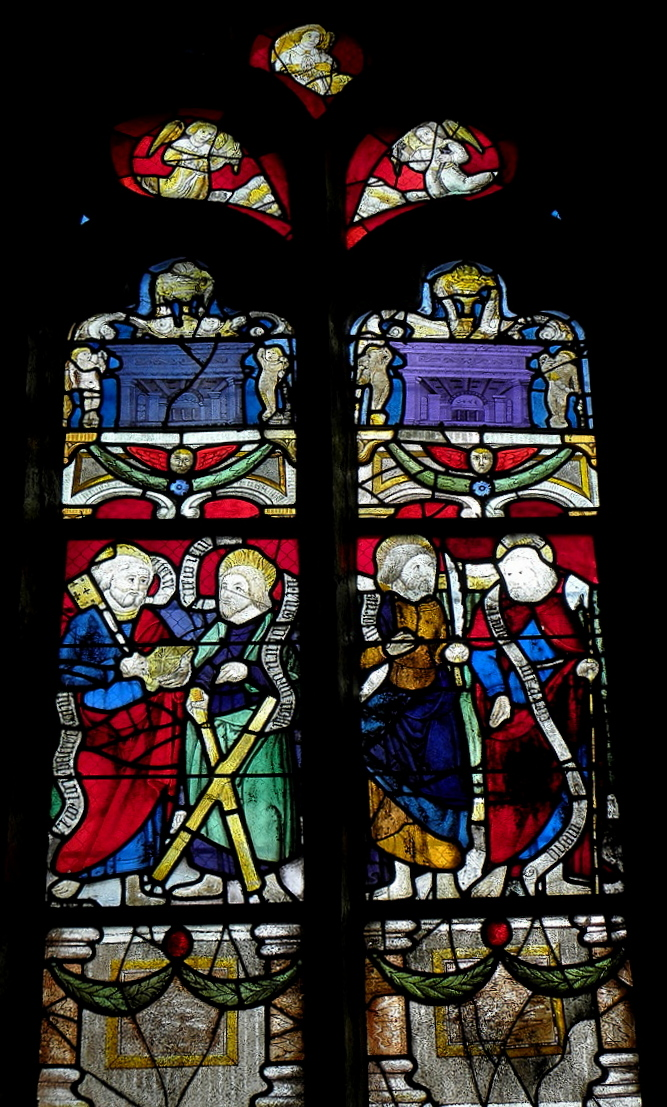
Vitrail aux apôtres à Maël-Pestivien

Le Vitrail aux apôtres de l'église Saint-Laurent à Maël-Pestivien, une commune du département des Côtes-d'Armor dans la région Bretagne en France, est un vitrail exécuté vers 1520. Il a été classé monument historique au titre d'objet le 13 août 1964.

## Description
Le vitrail de la baie 6 représente quatre apôtres : saint Pierre avec une clef, saint André, porteur de sa croix, saint Simon et saint Matthias, tenant un phylactère avec l'extrait du Credo.  
Au tympan figurent des anges en grisaille et jaune d'argent, complétés par des pièces de verre rouge : ange adorateur dans l'ajour supérieur; anges tenant les instruments de la Passion dans les deux autres ajours.
Les panneaux provenant tous d'une autre baie et complétés pour être adaptés à la baie qu'ils occupent actuellement.  

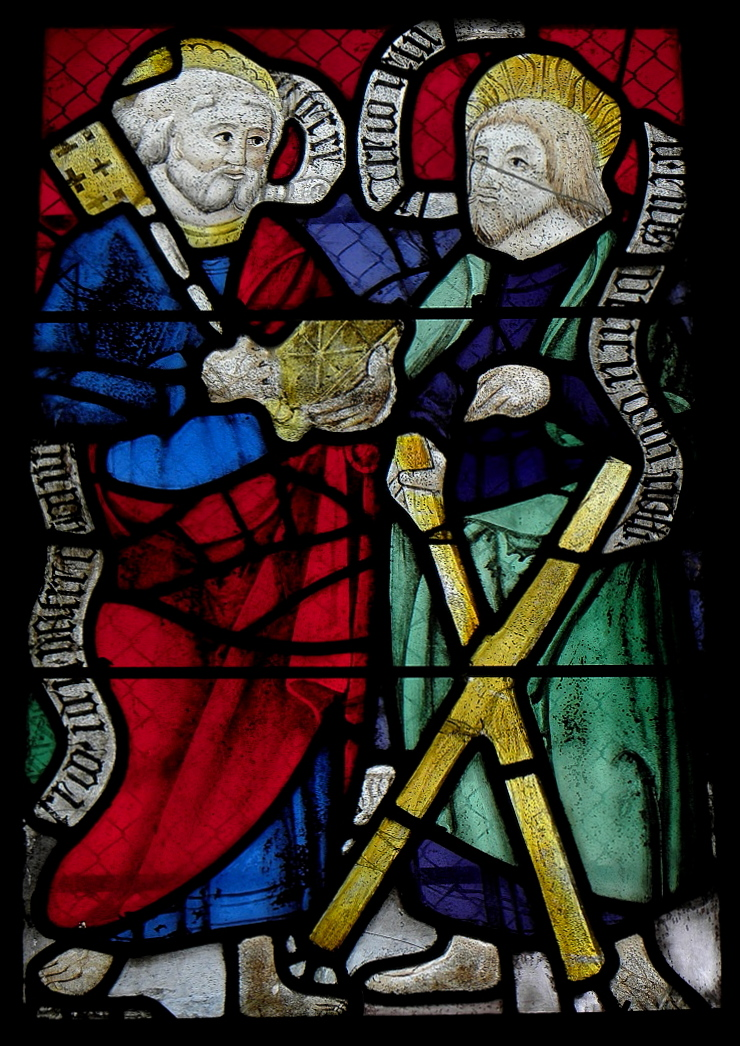
Saint Pierre et saint André.
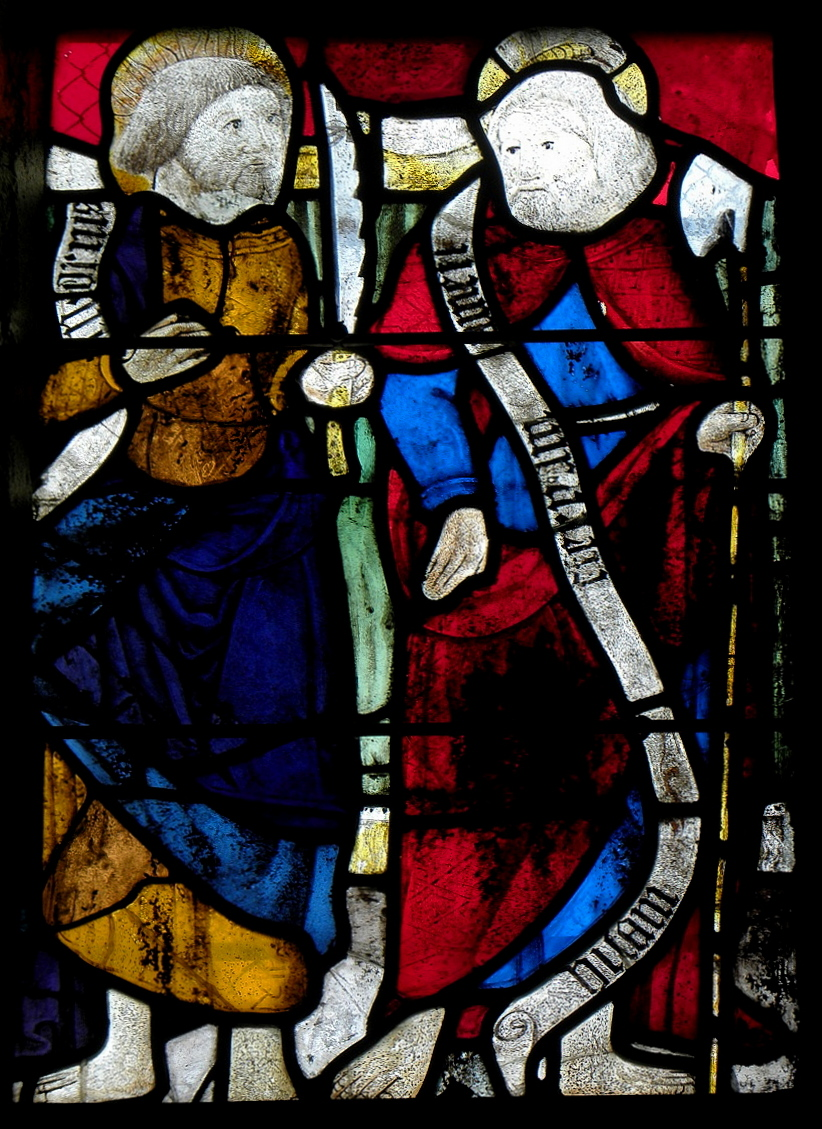
Saint Simon et saint Mathias.
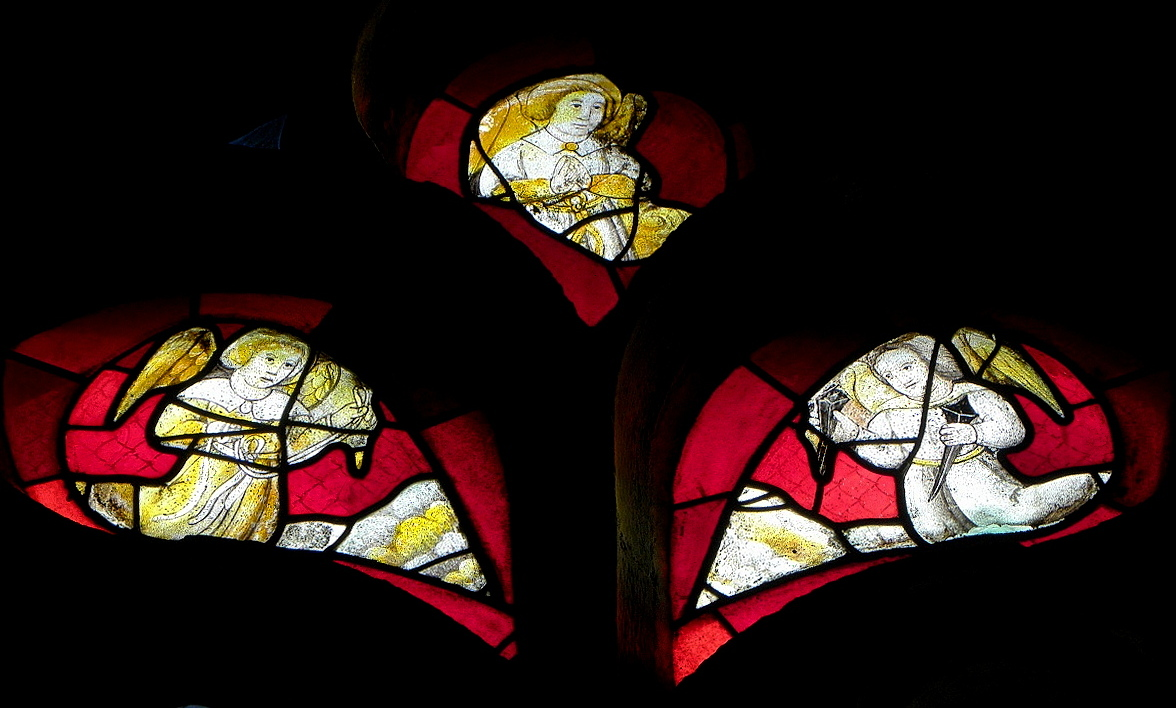
Tympan : anges.